# Окенхајм
Окенхајм (њем. Ockenheim) општина је у њемачкој савезној држави Рајна-Палатинат. Једно је од 66 општинских средишта округа Мајнц-Бинген. Према процјени из 2010. у општини је живјело 2.439 становника. Посједује регионалну шифру (AGS) 7339048.

## Географски и демографски подаци
Окенхајм се налази у савезној држави Рајна-Палатинат у округу Мајнц-Бинген. Општина се налази на надморској висини од 261 метра. Површина општине износи 6,0 km². У самом мјесту је, према процјени из 2010. године, живјело 2.439 становника. Просјечна густина становништва износи 404 становника/km².

## Међународна сарадња
| Мјесто   | Држава  | Врста сарадње | Од    |
| -------- | ------- | ------------- | ----- |
| Повељано | Италија | партнерство   | 1990. |
| Извор    |         |               |       |